# Justine Bateman

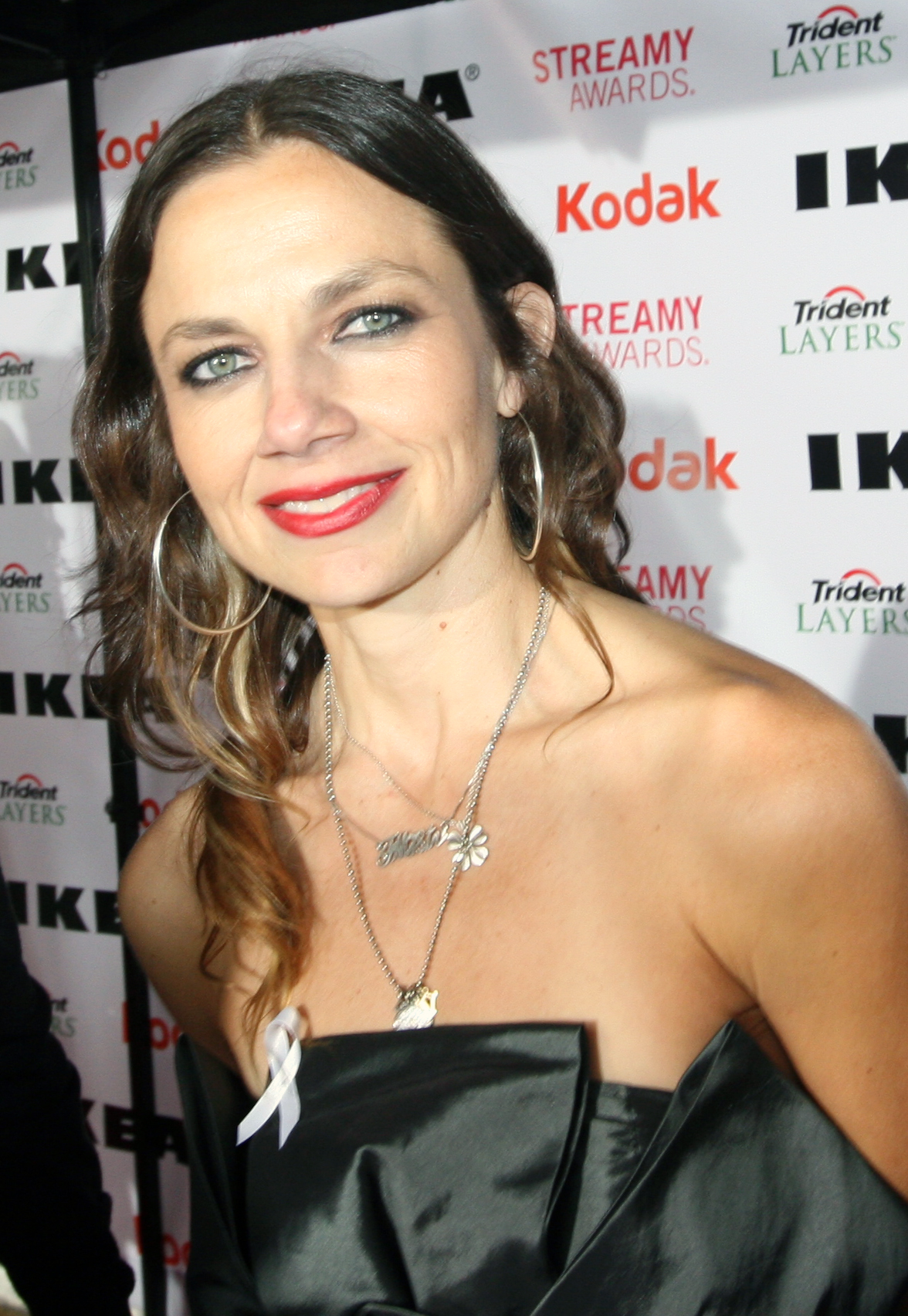
Justine Bateman, 2010

Justine Bateman (* 19. Februar 1966 in Rye, New York) ist eine US-amerikanische Schauspielerin und Filmemacherin.

## Leben
Im Alter von drei Jahren zog Bateman mit ihrem Bruder und ihren Eltern von Rye nach Boston, wo sie vier Jahre lebte. Nachdem die Familie nach Salt Lake City gezogen war, zog sie nach weiteren vier Jahren nach Kalifornien, wo Bateman 1982 ihren Schulabschluss machte. Ihr jüngerer Bruder ist der Schauspieler Jason Bateman.
Das erste Mal trat sie für eine Werbung für Wheaties (US-amerikanische Cornflakesmarke) vor die Kamera. Bekannt wurde sie durch die Fernsehserie Familienbande (Family Ties), die von 1982 bis 1989 aufgezeichnet wurde. Sie übernahm die Rolle der Mallory Keaton an der Seite von Michael J. Fox, der ihren Bruder Alex spielte. Für diese Rolle wurde sie zweimal für den Emmy nominiert. 2008 spielte sie in vier Episoden der Dramedy Desperate Housewives die Rolle der Drogendealerin Ellie Leonard.
Bateman ist mit Mark Fluent verheiratet und hat mit ihm zwei Kinder.

## Filmografie (Auswahl)
- 1982–1989: Familienbande (Family Ties, Fernsehserie, 171 Episoden)
- 1986: Tanz ins Licht (Can You Feel Me Dancing, Fernsehfilm)
- 1988: Satisfaction
- 1990: Aufnahme – Mord (The Fatal Image, Fernsehfilm)
- 1991: Was kostet ein Leben (The Closer)
- 1992: Wer die Wahl hat (Primary Motive)
- 1992: Schrei, wenn du kannst (In The Eyes Of A Stranger, Fernsehfilm)
- 1992: Dead Bolt (Deadbolt, Fernsehfilm)
- 1993: Die Nacht mit meinem Traummann (The Night We Never Met)
- 1995: A Bucket of Blood
- 1996: God’s Lonely Man
- 1996: Superman – Die Abenteuer von Lois & Clark (Lois & Clark: The New Adventures of Superman, Fernsehserie, 4 Episoden)
- 1997: Highball
- 2004: Hollywood Mom’s Mystery (Fernsehfilm)
- 2004–2005: Still Standing (Fernsehserie, 3 Episoden)
- 2006: The TV Set
- 2006–2007: Men in Trees (Fernsehserie, 10 Episoden)
- 2006: Arrested Development (Fernsehserie, eine Episode)
- 2006: Bis dass der Tod uns scheidet (To Have and to Hold)
- 2008–2012: Desperate Housewives (Fernsehserie, 5 Episoden)
- 2008: Californication (Fernsehserie, 2 Episoden)
- 2009: Psych (Fernsehserie, Folge 3x15: Dienstag, der 17.)
- 2010: Private Practice (Fernsehserie, eine Episode)
- 2011: Criminal Minds: Team Red (Fernsehserie, eine Episode)
- 2013: Modern Family (Fernsehserie, eine Episode)